# Haute École en Hainaut
Pour les articles homonymes, voir HEH.
La Haute école en Hainaut (HEH), (officiellement  Haute école de la Communauté française en Hainaut), est une Haute École officielle dont le Pouvoir organisateur est Wallonie-Bruxelles Enseignement et dont les établissements se situent en Province de Hainaut. 
La HEH est composée de quatre départements répartis sur quatre implantations différentes dans les villes de Mons et de Tournai.  
La HEH dispense majoritairement un enseignement professionnalisant de type court (Bachelier) et propose aussi quelques formations d'enseignement supérieur de type long (Master). 

## Historique
La Haute École en Hainaut fut fondée sous le nom de Haute École de la communauté française en Hainaut en 1996 par la fusion de plusieurs écoles antérieures :
- l'École sociale de Mons (ES) ;
- l'Institut supérieur industriel de Mons (ISIMs) ;
- l'École normale de Mons (ISEP) ;
- l'École normale de Tournai (ISEP) ;
- l'Institut supérieur économique de Tournai (ISET).

Ces différents établissements forment les quatre campus de la HEH : Campus pédagogique à Mons et Tournai (ex-ISEP), Campus social (ex-ES à Mons), Campus économique (ex-ISET à Tournai) et Campus technique à Mons (ex-ISIMs).
Depuis l'année académique 2012 - 2013, l'appellation officielle de l'établissement est la Haute École en Hainaut. Les identités visuelles de l'école et des différents Campus ont été adaptées en conséquence.
Le vendredi 31 janvier 2020, l'établissement se dote d'une nouvelle identité visuelle. Les différents campus prennent désormais l'appellation de départements : département des sciences juridiques, économiques et de gestion (ex-Campus économique) ; département des sciences de l'éducation et enseignement (ex-Campus pédagogique) ; département des sciences et technologies (ex-Campus technique) et le département des sciences sociales (ex-Campus social). Cette réforme est destinée à accroître la visibilité de l'institution.

## Organisation
La HEH est une entité regroupant quatre départements disposant chacun de son secrétariat et de son directeur. La HEH dispose également d'un siège social, d'un secrétariat et d'un Directeur-président.

### Département des sciences de l'éducation et enseignement (Mons et Tournai)

#### Offre de formation
- Bachelier d'instituteur primaire ;
- Bachelier d'instituteur pré-scolaire (Tournai) ;
- Bachelier d'éducateur spécialisé en accompagnement psycho-éducatif ;
- Bachelier d'agrégé de l'enseignement secondaire inférieur (AESI) en :
  - Arts Plastiques
  - Français - Langues étrangères (Mons)
  - Français - Morale (Tournai)
  - Langues germaniques
  - Mathématiques
  - Sciences (Mons)
  - Sciences humaines

### Département des sciences sociales (Mons et Tournai)

#### Offre de formation
- Bachelier d'Assistant social ;
- Bachelier de Conseiller social (Mons) ;
- Master MIAS: Ingénierie et Action sociales (en collaboration avec la Haute École Provinciale de Hainaut Condorcet et l'UMons).

### Département des sciences juridiques, économiques et de gestion (Tournai)
Ce département de la HEH provient de l'intégration de l'Institut supérieur économique de Tournai (ISET). Il est situé dans l'hôtel tournaisien Cherequefosse.

#### De l'Institut Saint-Luc au département des sciences juridiques, économiques et de gestion de la HEH
L'établissement scolaire qu'abrite l'hôtel a plusieurs fois changé d'appellation au cours du XXe siècle, le département économique gagnant toujours plus en importance. Vers 1945, l'Institut Saint-Luc achète l'hôtel. Cette école d'arts et d'architecture y reste une quinzaine d'années. L'État belge acquiert ensuite l'hôtel Cherequefosse qui revient à la Communauté française lorsque l'enseignement devient une compétence communautaire. Une École normale de l'État s'y installe, composée de sections normale primaire, préscolaire et secondaire ainsi que d’une section éducateurs spécialisés. En 1986, l'École normale fusionne avec son homologue montoise pour former l’Institut d’Enseignement Supérieur Pédagogique et Economique de la Communauté française (IESPECF), qui ménage une place pour une section économique formant des secrétaires de direction. Surnommée "l'économique", cette section était alors confinée au 2e étage de l'hôtel. Dans les années 1990, un graduat en droit s'ajoute à la section économique. À la suite de la réforme des Hautes Écoles en 1996, la section économique devient la catégorie économique de la Haute École de la Communauté française du Hainaut (HECFH) et prend le nom d'Institut supérieur économique de Tournait (ISET). Cette appellation, bien qu'aujourd'hui désuète, demeure présente dans l'association des Amis de l'ISET qui contribue au développement de l'actuel département des sciences juridiques, économiques et de gestion. En 1998, un graduat en Tourisme s'ouvre. Les sections pédagogiques déménagent pour s'installer à la rue des Carmes à Tournai, laissant l'ISET seul occupant des locaux de la rue du Chambge. Durant l'année académique 2012-2013, la HECFH se dote d'une nouvelle identité et change d'appellation pour devenir l'actuelle HEH. Le 31 janvier 2020, le Campus économique de la HEH change d'appellation et devient le département des sciences juridiques, économiques et de gestion.
Depuis 2019, la HEH est organisée par Wallonie-Bruxelles Enseignement.

#### Offre de formation
L'offre de formation actuelle se compose de trois sections :
- Bachelier en Assistant de direction (création en 1959-1960)
- Bachelier en Droit (création en 1988-1989)
- Bachelier en Management du Tourisme et des Loisirs (création en 1998-1999)

#### Collaborations et partenariats académiques
Le département des sciences juridiques, économiques et de gestion de la HEH, dans le cadre de l'Eurométropole Lille-Courtrai-Tournai, bénéficie de partenariats privilégiés avec la haute école flamande Howest, Hogeschool West-Vlaanderen située à Courtrai et l'Ecosup Tourisme située à Tourcoing en France. Chaque année, ces établissements collaborent ensemble sur des thématiques de développement économique régional durant le projet CapInnovaction, dont l'édition 2018 fut remarquée par les médias locaux. En outre, les échanges linguistiques réguliers entre étudiants néerlandophones et francophones renforcent la qualité de la formation en langues étrangères.

### Département des sciences et technologies (Mons)

#### Offre de formation

##### Formations de type court (3 ans)
- Bachelier en biotechnique;
- Bachelier en électronique;
- Bachelier en informatique;
- Bachelier en infographie.

##### Formations de type long (5 ans)
- Master en sciences de l'ingénieur industriel en construction;
- Master en sciences de l'ingénieur industriel finalité géomètre;
- Master en sciences de l'ingénieur industriel en informatique;
- Master en sciences de l'ingénieur industriel en technologies des données du vivant.

## Partenariat
La HEH fait partie du pôle Hainuyer regroupant notamment l'UMons, l'UCLouvain et la Haute École Provinciale de Hainaut Condorcet. Ce pôle rassemble six institutions partenaires (enseignement officiel) et couvre pour les sept villes hainuyères (de Mouscron à Charleroi) près de 200 formations terminales dans neuf domaines d'enseignement : l'agronomie ; les arts ; le droit ; l'économie et la gestion ; les langues, la traduction et l'interprétation ; la médecine et le paramédical ; la pédagogie et les sciences de l'éducation ; les sciences appliquées et les sciences techniques ; les sciences humaines et psycho-sociales.